# Jagoda Gołek
Jagoda Gołek (ur. 6 marca 1991 w Poznaniu) – polska szachistka.

## Kariera szachowa
Jest wychowanką klubu "Wicher" Zbąszyń. Czterokrotnie zdobywała medale mistrzostw Polski juniorek: srebrny (2003, w kategorii do lat 12) i brązowy (2007, do lat 16) w szachach klasycznych, a także złoty (2007, do lat 16) w szachach szybkich oraz brązowy (2007, do lat 16) – w błyskawicznych. Największy sukces w dotychczasowej karierze odniosła pod koniec 2007 r. w Chotowej, zwyciężając w półfinale mistrzostw Polski kobiet i zdobywając awans do finałowego turnieju w 2008 roku (w którym zajęła 12. miejsce). W tym samym roku zdobyła w Środzie Wielkopolskiej brązowy medal mistrzostw kraju juniorek do lat 20.
Najwyższy ranking w karierze osiągnęła 1 listopada 2009 r., z wynikiem 2084 punktów zajmowała wówczas 40. miejsce wśród polskich szachistek.